# クロスジアメフラシ属
クロスジアメフラシ属（クロスジアメフラシぞく、学名: Stylocheilus）は、アメフラシ科の属の一つである。一部の著者らは、この属をDolabriferidae科に分類している。

## 種
クロスジアメフラシ属は以下の種を含む。
- ヒメミドリアメフラシ Stylocheilus longicauda Quoy & Gaimard, 1824 : 青色の斑を持つレモン色のアメフラシ（かつてはStylocheilus citrinaと呼ばれていた）
  - 分布 :  熱帯を取り囲むような領域、インド太平洋
  - 色 : 明るい黄色あるいは緑色。青色がかった目玉模様がある。線はない。
  - 説明 : 本種は最も特殊化したアメフラシの一つである。浮遊した海藻上での生活に適応した長い「尾」を持つ細長い体をしている。藍藻の一種Lynghya majuscula（通称Mermaid's Hair — 人魚の髪）を餌にする。時々、大量発生し、数千匹が砂の中を鎖状になってはい歩き、"snail trail"は長さ10メートルにも達する。
- クロスジアメフラシ Stylocheilus striatus Quoy & Gaimard, 1832
  - 分布 : 熱帯を取り囲むような領域; 潮間帯、水深30メートルまで
  - 体長 : 65 mm
  - 色 : 茶色がかった色で、青色の斑点を持つ。暗い縦線と小さな目玉模様がある。
  - 説明 : 藍藻を餌とする。邪魔されると紫色の色素を放つ。

### シノニム
- Stylocheilus citrinus (Rang, 1828): Stylocheilus longicauda (Quoy & Gaimard, 1825) のシノニム